# یواس‌اس الیس (دی‌دی-۱۵۴)
یواس‌اس الیس (دی‌دی-۱۵۴) (به انگلیسی: USS Ellis (DD-154)) یک کشتی بود که طول آن ۹۵٫۸۳ متر (۳۱۴٫۴ فوت) بود. این کشتی در سال ۱۹۱۸ ساخته شد.